# Флёри, Андре-Жозеф-Арсен де Россе
Андре-Жозеф-Арсен де Россе (фр. André-Joseph-Arsin de Rosset; 8 апреля 1761, Париж — 17 января 1815, там же), герцог де Флёри, пэр Франции — французский аристократ.

## Биография
Второй сын и девятый ребенок Андре-Эркюля де Россе, герцога де Флёри, и Анн-Мадлен-Франсуазы де Монсо.
Титуловался виконтом де Флёри.
В 1788 году был полковником Лангедокского драгунского полка. Эмигрировал в 1791 году,  в 1792-м служил в роялистской коалиции Оверни, в 1794—1794 годах служил в отряде «Белых кокард». Следовал за принцами в Германию и Англию, был произведен в кампмаршалы. После реставрации Людовик XVIII утвердил коллатеральное наследование герцогского титула, доставшегося виконту после смерти его бездетного племянника Андре-Эркюля-Мари-Луи де Россе.
В 1798 году вступил в брак с Жанной-Виктуар-Аделаидой Эрбер (01.1763, Мартиника —15.08.1846, Альбано), дочерью Никола Эрбера де Жардена, сына торговца из Фор-Рояля, и Мари-Марты-Виктуар Корнет де Сен-Сир из старинной шампанской фамилии.
4 июня 1814 был включен 22-м в число 154 герцогов и пожизненных пэров, из которых была сформирована Верхняя палата. 17 января 1815 бездетный герцог умер в результате падения с лошади и с ним пресекся род де Россе.
В генеалогической и справочной литературе Андре-Жозефа-Арсена обычно путают с его племянником Андре-Эркюлем-Мари-Луи де Россе, а также с подполковником Тейседром де Флёри, в чине майора Сентонжского полка отличившимся в войне за независимость США.
Обер де Ла-Шене де Буа и Курсель ошибочно именуют его Андре-Эркюлем-Алексисом, при этом Курсель, как и Потье де Курси путают его с 3-м герцогом де Флёри. Ту же ошибку допускает Словарь французских парламентариев и следующий ему сайт Французского сената.
По словам Курселя, Людовик XVIII 25 апреля 1814, на следующий день после высадки в Кале, «восстановил» герцога в должности первого дворянина Палаты короля.